# Кубок Канади (хокей із шайбою)

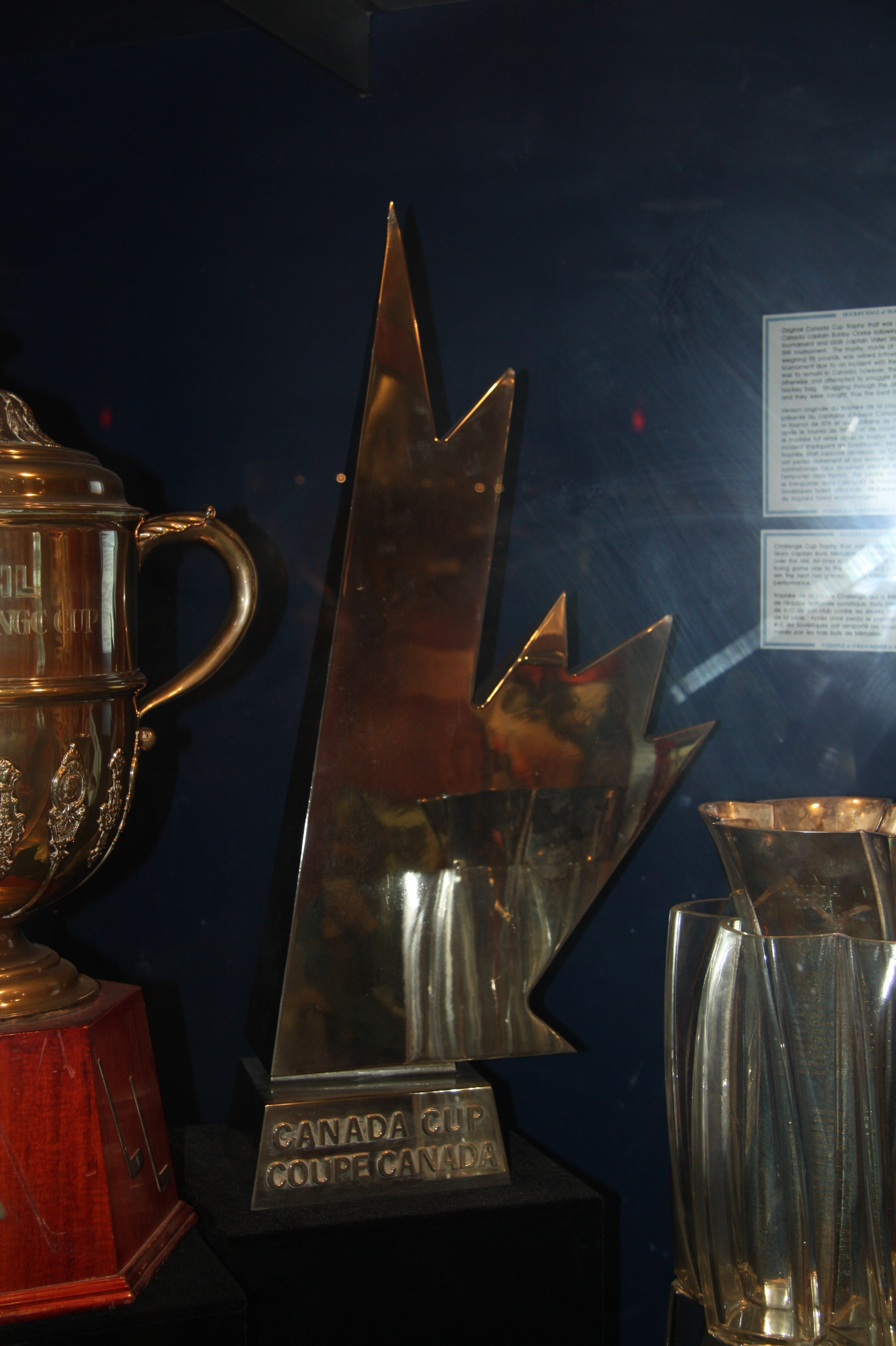
Кубок Канади у Залі слави хокею

Кубок Канади (англ. Canada Cup) — хокейний турнір серед національних збірних, що проводився п'ять разів з 1976 по 1991 рік. Починаючи з 1996 року турнір отримав назву Кубок світу.
Вперше турнір провели в 1976 році з ініціативи НХЛПА і за згодою ІІХФ. У розіграшах Кубка Канади брали участь найсильніші професійні гравці НХЛ. Як правило, серед учасників турніру — дві північноамериканські збірні, а також чотири європейські на запрошення організаторів.
Формулу турніру змінювали за рішенням організатаров. У 1976 році півфінальні матчі не проводили, а в 1981 році фінал складався з однієї гри. При нічийному результаті в півфінальних і фінальних матчах гра тривала до першої закинутої шайби.
Переможець турніру отримував Кубок Канади — 48-кілограмовий приз у вигляді усіченого кленового листа, який постійно зберігають у Музеї хокейної слави в Торонто.

## Призери
| Рік  | 1-е місце | 2-е місце      | 3-є місце      | Найцінніший гравець |
| ---- | --------- | -------------- | -------------- | ------------------- |
| 1976 | Канада    | Чехословаччина | СРСР           | Боббі Орр           |
| 1981 | СРСР      | Канада         | Чехословаччина | Владислав Третьяк   |
| 1984 | Канада    | Швеція         | СРСР           | Джон Тонеллі        |
| 1987 | Канада    | СРСР           | Чехословаччина | Вейн Грецкі         |
| 1991 | Канада    | США            | Швеція         | Білл Ренфорд        |

## Бомбардири
| Рік  | Найкращий бомбардир | Гол+пас   |
| ---- | ------------------- | --------- |
| 1976 | Віктор Жлуктов      | 9 (5+4)   |
| 1981 | Вейн Грецкі         | 12 (5+7)  |
| 1984 | Вейн Грецкі         | 12 (5+7)  |
| 1987 | Вейн Грецкі         | 21 (3+18) |
| 1991 | Вейн Грецкі         | 12 (4+8)  |

## Символічна збірна
| Рік  | Воротарі          | Захисники                         | Нападники                                    |
| ---- | ----------------- | --------------------------------- | -------------------------------------------- |
| 1976 | Рогі Вашон        | Боббі Орр Бер'є Сальмінг          | Олександр Мальцев Мілан Новий Дерріл Сіттлер |
| 1981 | Владислав Третьяк | Олексій Касатонов Арнольд Кадлець | Майк Боссі Сергій Шепелєв Жільбер Перро      |
| 1984 | Володимир Мишкін  | Род Ленгвей Пол Коффі             | Сергій Макаров Вейн Грецкі Джон Тонеллі      |
| 1987 | Грант Фюр         | Рей Бурк В'ячеслав Фетисов        | Маріо Лем'є Вейн Грецкі Володимир Крутов     |
| 1991 | Білл Ренфорд      | Ел Мак-Інніс Кріс Челіос          | Джеремі Ренік Вейн Грецкі Матс Сундін        |